# Ivan Prenđa
Mons. Ivan Prenđa (Gornji Zemunik kraj Zadra, 31. prosinca 1939. - Zagreb, 25. siječnja 2010.), 68. zadarski nadbiskup.
Zaređen u Zadru 29. lipnja 1964., a za biskupa posvećen 9. lipnja 1990. Od 1990. bio je zadarski nadbiskup-koadjutor s pravom nasljeđa, a nadbiskup ordinarij postaje dana 2. veljače 1996.
Kao župnik služio je 1964. u Škabrnji, Nadinu i Smilčiću, 1967. u Škabrnji, Nadinu i Zemuniku. 1968. Rektor Nadbiskupskog sjemeništa "Zmajević" i profesor Pastorala na Visokoj bogoslovnoj školi u Zadru; 1969. član Pastoralne ekipe Poluotok u Zadru; od 1970. – 1992. ravnatelj Nadbiskupskog sjemeništa "Zmajević"; 1973. dijecezanski delegat za pastoral svećenik zvanja u Nadbiskupiji te poslužuje župe Ervenik, Nunić, Rodaljice, Brušku, Popovići i Medviđu; 1983. kanonik Stolnog kaptola sv. Stošije u Zadru; 1984. voditelj svetih obreda u katedrali; 1985. član Izdavačkog kolegija "Glasa Koncila"; 1990. nadbiskup koadjutor zadarski i generalni vikar Zadarske nadbiskupije.
1993. je bio suosnivačem Visoke teološko katehetske škole (uz mons. Marijana Oblaka) u Zadru.
Nadbiskup Prenđa preminuo je iznenada u snu 25. siječnja 2010. godine u Zagrebu u 71. godini života.
Službe koje je potkraj života vršio unutar Hrvatske biskupske konferencije:
- potpredsjednik HBK
- predsjednik komisije za sjemeništa i duhovna zvanja pri HBK
- član Komisije HBK za Zavod sv. Jeronima u Rimu
- član Komisije za stvaranje novog sustava financiranja unutar Crkve u Hrvata.

Biskupsko geslo bilo mu je "Ljubiti Crkvu".
Dobio je 2010. postumno nagradu Zadarske županije za životno djelo kao duhovni i materijalni obnovitelj Zadarske nadbiskupije nakon Domovinskog rata i za velike zasluge u pastoralnom i kulturnom radu.

## Vanjske poveznice
- Zadarska nadbiskupija

| Prethodnik:                   | Zadarska nadbiskupija | Nasljednik:              |
| Marijan Oblak (1958. – 1996.) | Zadarska nadbiskupija | Želimir Puljić (2010. -) |